# Fortalesa de Slesa
La fortalesa de Slesa (en georgià: სლესის ციხე) és una fortalesa medieval situada al municipi d'Akhaltsikhe, a la regió de Samtskhe-Javakheti, Geòrgia. La construcció consta d'un castell, ara en ruïnes, i una torre millor conservada, estratègicament aixecada entre dos pujols adjacents, protegint els accessos del sud al cor de Geòrgia a través de la vall de Borjomi. Està inscrita en la llista dels Monuments Culturals destacats de Geòrgia.

## Història
La història del castell és desconeguda. Les seves característiques arquitectòniques, inclosa la falta d'espitlleres per a armes de foc, suggereixen que Slesa podria haver-se construït durant l'alta edat mitjana. Un document georgià datat del 1516, que enumera les famílies nobles de Samtskhé, esmenta els Slesari, literalment, 'de Slesa', els qui van compartir amb els Avalishvili l'herència del Bumbulidze, «amb el seu cementiri, monestir i església de la cort». El llogaret de Slesa es va documentar per primera vegada, amb 16 llars, en un cens fiscal otomà de 1598. La conquesta otomana de la zona va provocar el desplaçament o l'assimilació de la població local de Samtskhé. Al segle xix, el poble s'havia extingit.

## Descripció
La fortalesa de Slesa encimbella un pujol rocós, aproximadament a mig camí entre els pobles de Kvabiskhevi i Atsquri, a la riba esquerra del riu Kura (Mtkvari), a prop de la carretera principal Borjomi-Akhaltsikhe, amb vista a la vall del riu i protegint l'entrada sud del congost de Borjomi.

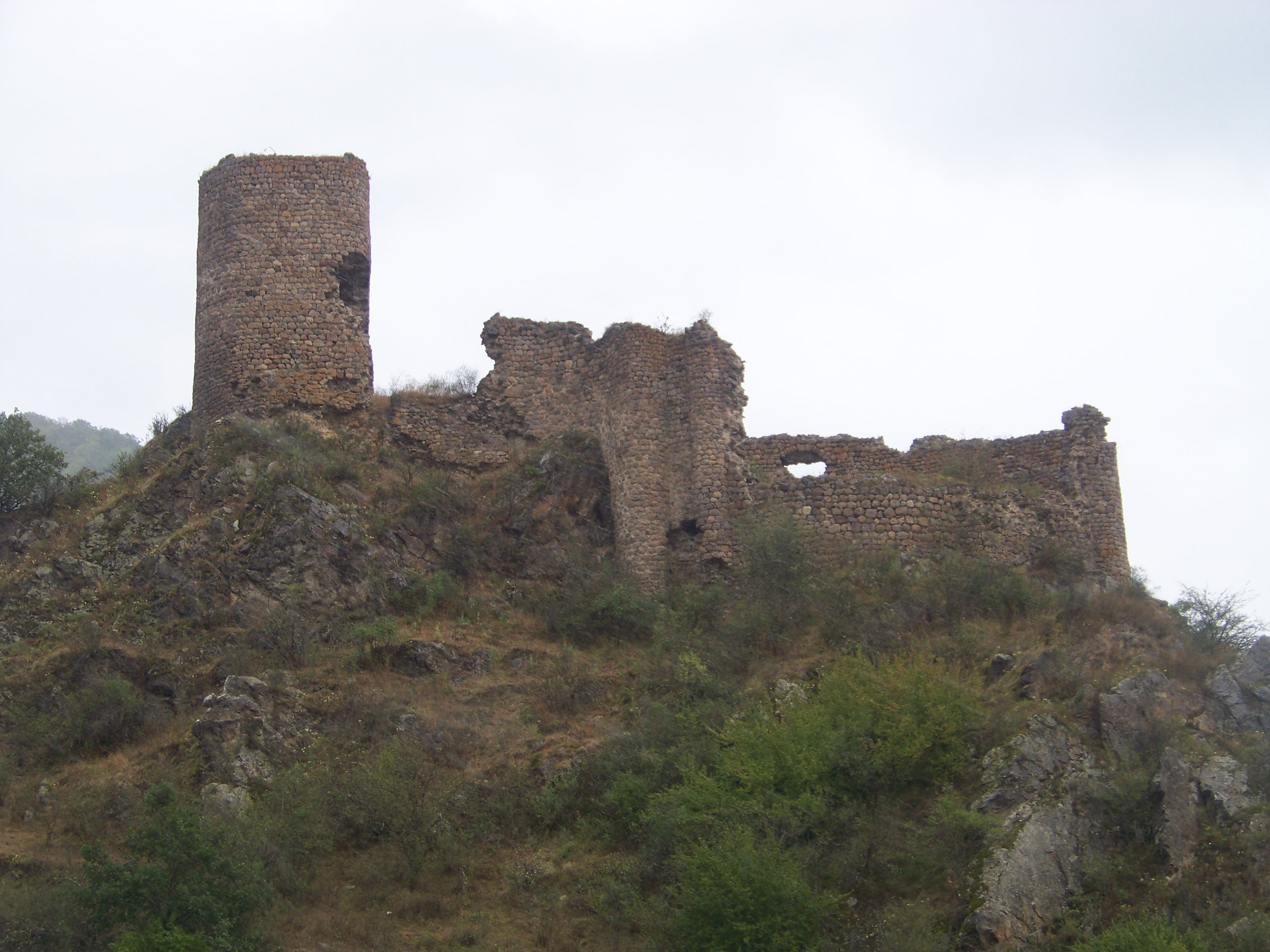
Vista d'una part de la fortalesa

El castell està seriosament danyat: els murs superiors s'han ensorrat, les obertures de finestres i portes estan destrossades i les estructures internes estan en ruïnes. L'edifici està situat en un plànol rectangular irregular, allargat l'eix sud-nord i arrodonit a l'extrem sud-oest. Els murs cortina, d'altura variable i transportats fins a vuit metres al sud, estan fortificats amb contraforts semicirculars una mica sortits. El pati consta de tres plataformes: la inferior conté restes de diverses estructures petites, la central allotja una església en ruïnes de petites dimensions, i la superior està coronada per una torre alta amb cantonades arrodonides, que està gairebé completament embolcallada pel llenç de cortina.
Els murs del castell estan construïts amb cursos regulars de pedra, units entre si amb morter. La grossor de les parets és d'aproximadament 150 cm. Al sud de la plataforma inferior es troba una torre separada de quatre pisos, amb una paret posterior semicircular, construïda amb fileres horitzontals d'enderrocs. Un pendent de barranc entre el castell i la torre està flanquejada, a l'est, amb un mur defensiu, de fins a 1,30 m de gruix. Fins al 2019, el territori de la fortalesa no havia estat estudiat arqueològicament.